# Гомецарі
Гомецарі (груз. გომეწარი) — село в Грузії.
За даними перепису населення 2014 року в селі проживає 68 осіб.